# Péricles da Silva Nunes
Péricles da Silva Nunes, noto semplicemente come Péricles (Goiânia, 24 marzo 1994), è un ex calciatore brasiliano, di ruolo centrocampista.

## Caratteristiche tecniche
È un mediano.

## Carriera
È cresciuto nel settore giovanile del Goiás.